# Frederik Willems

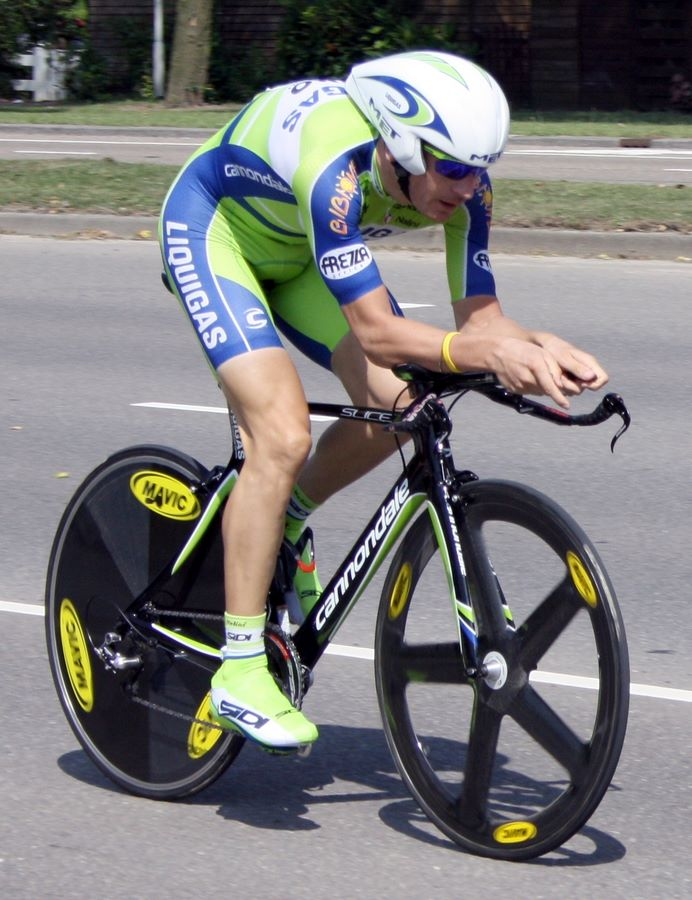
Frederik Willems (2009)

Frederik Willems (* 8. September 1979 in Eeklo) ist ein ehemaliger belgischer Radrennfahrer und heutiger Sportlicher Leiter.

## Werdegang
In seinen Nachwuchsjahren gewann Willems 2001 das Rennen Seraing-Aken-Seraing und wurde darauf Stagiaire bei Mapei-Quick Step, welche in für 2002 unter Vertrag nahmen. Sein einziger Erfolg war ein Etappensieg bei der eher zweitklassigen Kuba-Rundfahrt. Er wechselte nach nur einem Jahr zum GSII-Team Vlaanderen-T-Interim. 
Zu Beginn der Saison 2006 gewann er die erste Etappe des Etoile de Bessèges und übernahm die Führung der Gesamtwertung, welche er bis zum Schluss verteidigen konnte. Ab 2007 fuhr Willems für das italienische Liquigas-Team. Im Jahre 2008 konnte er die Drei Tage von de Panne für sich entscheiden.
Ende 2014 trat Willems vom aktiven Radsport zurück und wurde assistierender Sportlicher Leiter des Teams Lotto Soudal.

## Erfolge
2006
- Gesamtwertung und eine Etappe Étoile de Bessèges
- eine Etappe Tour of Britain

2009
- Gesamtwertung Driedaagse van De Panne-Koksijde

## Teams
- 2001 Mapei-Quick Step (Stagiaire)

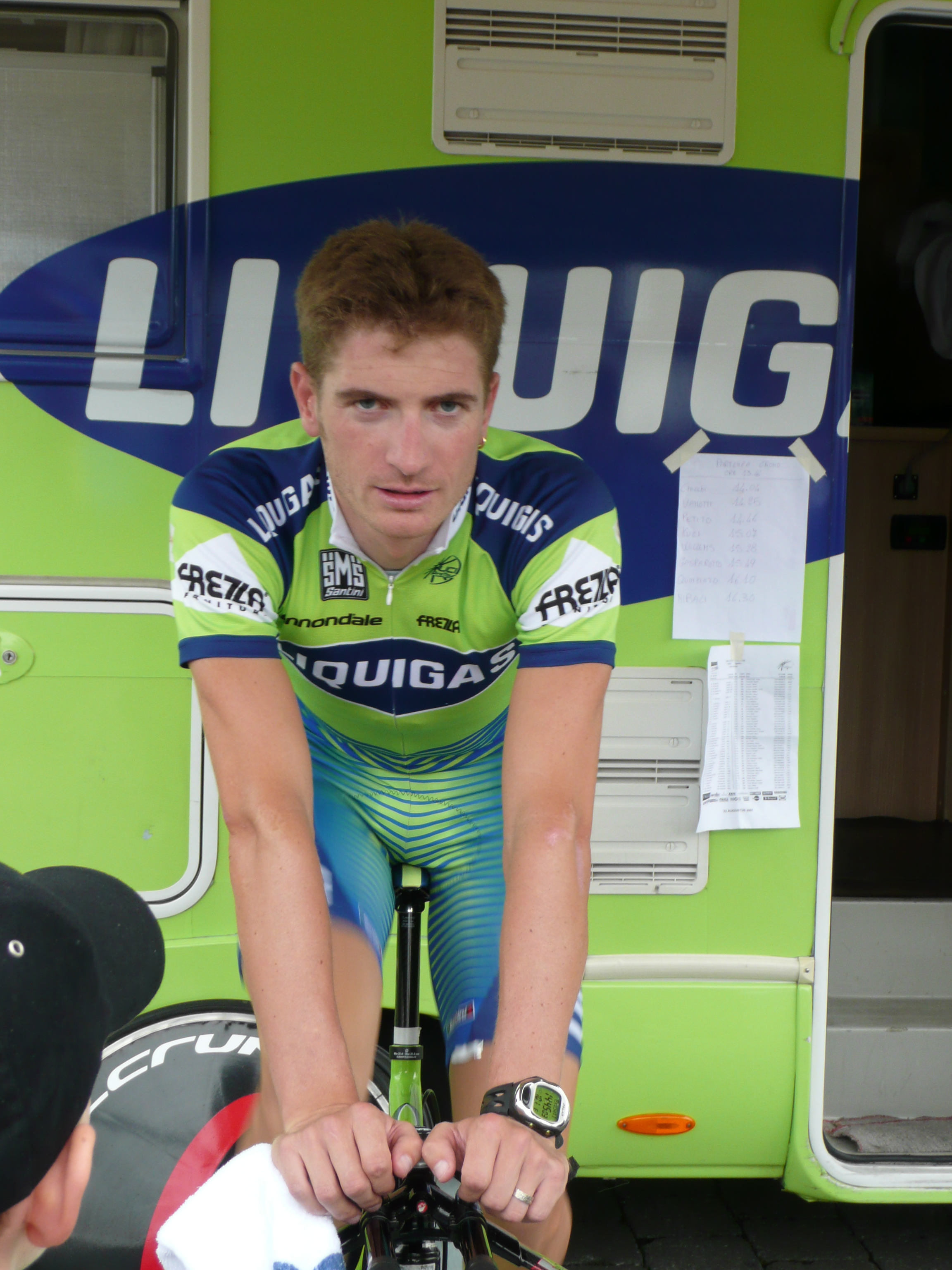
Willems (2007)

- 2002 Mapei-Quick Step-Latexco (bis 31.08.)
- 2003–2004 Vlaanderen-T-Interim
- 2005 Chocolade Jacques-T Interim
- 2006 Chocolade Jacques-Topsport Vlaanderen
- 2007–2009 Liquigas
- 2010 Liquigas-Doimo
- 2011 Omega Pharma-Lotto
- 2012 Lotto Belisol Team
- 2013–2014 Lotto Belisol